# Кісельова Світлана Іванівна
Кісельо́ва Світла́на Іва́нівна (25 серпня 1971, м. Миколаїв, СРСР) —українська вершниця, що спеціалізується на змаганнях з виїздки. Учасниця Олімпійських ігор (2012). Майстер спорту України міжнародного класу.

## Біографія
Світлана Кісельова народилася у місті Миколаїв. Дід Світлани усе життя працював конюхом, тож любов до цих граціозних тварин була у дівчини в крові. Проте батьки, дізнавшись про захоплення доньки та бажання займатися кінним спортом, висловили свою категоричну незгоду з її думкою та віддали Світлану до танцювальної студії. Однак Кісельову не зацікавили ані бальні, ані народні танці. Все, чого вона прагнула — це кінний спорт. У 1984 році Світлана нарешті отримала дозвіл батьків, проте набір до групи було вже завершено, тож довелося піти на маленькі хитрощі та ходити на заняття «анонімно». Цьому якраз сприяло те, що тренер навчальної групи Миколаївської ДЮСШ був на змаганнях, а наставник, який був покликаний замінити його, ні імен, ні прізвищ учнів не знав. Згодом обман дівчини було розкрито, проте на той час її вже оприділили до виїздкової групи і було вирішено закрити очі на це непорозуміння. Тим більше, що трималася у сідлі Світлана відмінно.
Кісельова постійно входила до складу юніорської та юнацької збірних України з виїздки, брала участь у республіканських змаганнях. Однак, коли їй запропонували виконати нормативи на отримання звання майстра спорту, тодішній тренер спортсменки Віктор Дементьєв вирішив, що їй зарано та не повіз Світлану на залікові змагання.
Все змінило знайомство з Вірою Місевич на одному зі змагань. Після успішного виступу Кісельова отримала від олімпійської чемпіонки 1980 року пропозицію переїхати до Києва та приступити до роботи у КСК «Динамо». Світлана не горіла бажанням залишати Миколаїв, однак так сталося, що незабаром вона вийшла заміж за киянина та пристала на пропозицію Місевич. Після смерті Віри Антонівни та доволі успішного періоду роботи з Іриною Мурашовою Світлана залишила динамівський клуб та почала співпрацювати з Юрієм Ковшовим.
Світлана Кісельова — багаторазова чемпіонка України та переможниця різноманітних міжнародних Гран-прі з виїздки. Однак у змаганнях континентального чи світового масштабу брала участь не часто. Дебютом спортсменки на найвищому рівні став Чемпіонат Європи з виїздки 2007, який проходив у італійській Ла Мандрії поблизу Турина. Світлана на коні української верхової породи на ім'я Parish посіла 52-гу позицію у індивідуальному заліку. Дещо вдалішою виявилася континентальна першісті 2009 року, на якій Кісельова все на тому ж коні змогла підійнятися вже на 39-те місце.
Однак найбільшим поки що успіхом у кар'єрі Світлани слід вважати участь у Олімпійських іграх 2012 року в Лондоні. На цих іграх Україна була представлена у виїздці вперше в історії за часів незалежності. Кісельова та Parish, на жаль, не змогли подолати кваліфікаційний раунд, завершивши змагання на 46-му місці.

## Спортивні результати[3]
| Рік  | Змагання                        | Місто      | Кінь   | МО |
| ---- | ------------------------------- | ---------- | ------ | -- |
| 2014 | Всесвітні кінні ігри 2014       | Кан        | Parish | 63 |
| 2013 | Чемпіонат Європи з виїздки 2013 | Гернінг    | Parish | 55 |
| 2012 | Літні Олімпійські ігри 2012     | Лондон     | Parish | 46 |
| 2009 | Чемпіонат Європи з виїздки 2009 | Віндзор    | Parish | 39 |
| 2007 | Чемпіонат Європи з виїздки 2007 | Ла Мандрія | Parish | 52 |